# Hermann Schmitz (Philosoph)

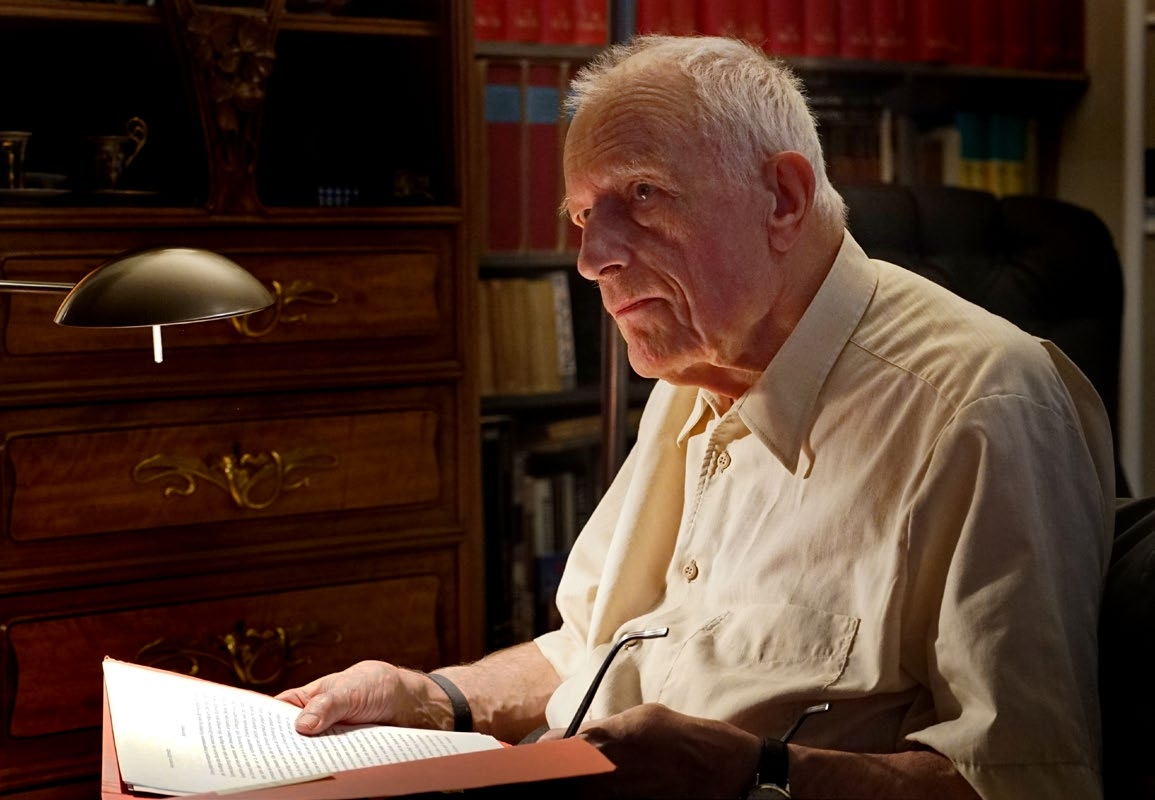
Hermann Schmitz

Hermann Schmitz (* 16. Mai 1928 in Leipzig; † 5. Mai 2021 in Kiel) war ein deutscher Philosoph. Er knüpfte an die von Edmund Husserl begründete Phänomenologie an, die er einer kritischen Neuausrichtung unterzog und damit zum Begründer der Neuen Phänomenologie wurde.

## Leben
Hermann Franz-Heinrich Schmitz wurde 1928 als Sohn von Hermann Schmitz und seiner Ehefrau Magdalene, geborene Malkwitz, in Leipzig geboren, wo sein Vater von 1919 bis zum Eintritt in den Ruhestand im Jahre 1938 als Reichsgerichtsrat tätig war. Als Heranwachsender erlebte er die Zeit des Nationalsozialismus mit; insbesondere das ihm auffallende Unvermögen vieler Zeitgenossen – nicht zuletzt im intellektuellen Milieu –, sich der affektiven Wirkung der nationalsozialistischen Propaganda zu entziehen, wurde ihm laut eigener Aussage später zum Impuls für die philosophische Thematisierung von Phänomenen wie Atmosphären, gemeinsamen Situationen und leiblicher Dynamik sowie für eine radikale Kritik der europäischen Intellektualkultur.
Das Abitur erlangte Schmitz 1949 am Beethoven-Gymnasium in Bonn und begann im selben Jahr ein Studium der Philosophie, Literaturwissenschaft und Geschichte an der Universität Bonn. Wie eine Reihe anderer prominenter deutschen Philosophen seiner Generation (u. a. Karl-Otto Apel, Jürgen Habermas, Karl-Heinz Ilting) war er ein Schüler Erich Rothackers, der dann, wie im Falle von Habermas, sein Doktorvater wurde. Schmitz wurde 1955 an der Universität Bonn mit einer Dissertation über Goethes Altersdenken in Begriff und Symbol promoviert; das Dissertationsprojekt wurde von der Studienstiftung des deutschen Volkes gefördert.
1958 wurde Schmitz Assistent am Philosophischen Seminar der Christian-Albrechts-Universität zu Kiel, wo er sich mit der Schrift Hegel als Denker der Individualität habilitierte. 1971 erhielt er auf dem ungewöhnlichen Wege der Hausberufung eine ordentliche Professur am Kieler Philosophischen Seminar, das er ab 1988 als Nachfolger von Kurt Hübner bis zu seiner Emeritierung im Jahre 1993 leitete. Auch als Emeritus gab er noch lange Zeit Lehrveranstaltungen. Neben und nach seiner Lehrtätigkeit verfasste er ein umfangreiches Werk aus philosophischen Monographien und Fachartikeln. Im Zentrum seiner philosophischen Arbeit steht die die kritische Anknüpfung an die Phänomenologie und deren Neuausrichtung zur so genannten Neuen Phänomenologie.
Schmitz sagte 88-jährig im Rückblick auf sein Leben, er sei „auf seinem Weg immer geradeaus gelaufen. [...] So geradlinig konnte mein Weg auch deshalb nur sein, weil ich mich nicht familiär gebunden habe. Daher war er auch mit großen Verlusten verbunden, denn es wäre schön gewesen, eine Familie zu haben. Es hat sich aber erwiesen, dass ich die Einsamkeit brauche zum Denken.“

## Werk
Das an seine frühen Schriften aus der Promotions- und Habilitationsphase anschließende Werk von Hermann Schmitz kann im Großen und Ganzen in drei Phasen eingeteilt werden.

### 1. Die Systemphase
In dieser Phase verfasst Schmitz sein System der Philosophie in zehn Teilbänden, beginnend mit dem Band Die Gegenwart von 1964 und schließend mit dem Band Die Aufhebung der Gegenwart von 1980. Schmitz war sich im Klaren, dass der Entwurf und die Ausarbeitung eines philosophischen Systems in der Mitte des zwanzigsten Jahrhunderts für viele anachronistisch wirken musste. Dennoch motivierte er sein Projekt wie folgt: Die von ihm angestrebte Kritik der „Introjektion der Gefühle“, d. h. die Auffassung von Gefühlen als „innere“ Bewusstseinszustände, ist so weitreichend, dass sie keine Aussicht auf Erfolg hätte, wenn nicht zentrale und scheinbar selbstverständliche Annahmen des dominanten, abendländisch geprägten menschlichen Selbst- und Weltverständnisses thematisiert und im Lichte tragfähigerer Alternativen geprüft werden würden. Der Maßstab dieser kritischen Prüfung ist letztlich die unwillkürliche (nicht: unvermittelte) Lebenserfahrung, der sich Schmitz durch die von ihm vorgeschlagene Methode der phänomenologischen Revision annähern will. Auf diese Weise gelangt er zu einem im Vergleich zur klassischen Phänomenologie relativen Phänomenbegriff, nach dem ein Phänomen das ist, was sich jemandem nach Variation und Kritik möglichst vieler diesbezüglicher Annahmen als Sachverhalt darstellt, dessen Anerkennung als Tatsache sich der Betreffende im Ernst nicht verweigern kann. Für die intersubjektive Geltung des so geprüften Phänomens als Tatsache gibt es prinzipiell keine Garantie, daher kann diese Geltung nicht vom einzelnen Phänomenologen vorweggenommen werden, sondern muss sich im redlichen wissenschaftlichen Diskurs bewähren – oder korrigiert werden.
Mit dieser Methode gelangte Schmitz zu radikalen Infragestellungen dominanter Annahmen der philosophischen Tradition, beispielsweise hinsichtlich Einzelnem und Mannigfaltigem, Leib und Seele, Subjektivität, Intersubjektivität und Objektivität, Personalität und Freiheit u. v. m. Diese Infragestellungen gehen zum Teil beträchtlich über die von früheren Phänomenologen wie Husserl vorgetragene Kritik hinaus und erscheinen systematisch umfassender begründet sowie begrifflich stabiler gefasst als etwa die Versuche von Martin Heidegger, Jean-Paul Sartre oder Emmanuel Levinas. In diesem Sinne beansprucht Schmitz, mit seinem System der Philosophie die Begründung einer neuartigen Phänomenologie geleistet zu haben, woraus sich die Bezeichnung dieser philosophischen Richtung als „Neue Phänomenologie“ ergibt.
In der Entfaltung seiner systematisch umfassenden Kritik an der Introjektion der Gefühle erarbeitet Schmitz eine ganze Reihe von Konzepten, die er für geeignet hält, die im Rahmen dieser Kritik erschütterten traditionellen Begriffe „durch phänomenologisch Angemesseneres ab[zu]lös[en].“ Dazu gehören unter anderem die „primitive Gegenwart“ als eine Art Bezugspunkt der phänomenologischen Revision, die Leiblichkeit, die Räumlichkeit und atmosphärische Qualität von Gefühlen oder auch die Situation. Sie ermöglichen im Sinne der Tradition unkonventionelle Zugänge zu philosophischen Themen wie Subjektivität, Personalität, Gefühlstheorie, Rechtsphilosophie, Freiheit, Religionsphilosophie, Sozialontologie und dergleichen mehr.
Einigen dieser Themen widmete Schmitz nach Abschluss der eigentlichen systematischen Phase (etwa um 1980) geraffte Gesamtdarstellungen, detaillierte Einzelstudien und selbstkritische Revisionen, wie etwa in Der unerschöpfliche Gegenstand (1990), Die Liebe (1993), Der Spielraum der Gegenwart (1999), Freiheit (2007), Kurze Einführung in die Neue Phänomenologie (2009), Der Leib (2011), Das Reich der Normen (2012) oder Atmosphären (2014).

### 2. Die Phase der philosophiehistorischen Studien
In dieser Phase (etwa von 1980 bis 2010) erarbeitete Schmitz einen kritischen Überblick über zentrale Weichenstellungen in der abendländischen Philosophie. Besondere Aufmerksamkeit erfahren dabei u. a. die Vorsokratiker (Anaximander, 1988), Demokrit (Der Ursprung des Gegenstandes. Von Parmenides bis Demokrit, 1988), Aristoteles (Die Ideenlehre des Aristoteles. Ontologie, Noologie, Theologie, 1985), Platon (Die Ideenlehre des Aristoteles. Platon und Aristoteles, 1985), Kant (Was wollte Kant?, 1989), Fichte (Die entfremdete Subjektivität. Von Fichte zu Hegel, 1992), Hegel (Hegels Logik, 1992), Nietzsche, Wittgenstein (Selbstdarstellung als Philosophie. Metamorphosen der entfremdeten Subjektivität, 1995), Husserl und Heidegger (Husserl und Heidegger, 1996). Neben diesen sehr detaillierten Studien lieferte Schmitz auch Gesamtbetrachtungen sowohl der abendländischen Philosophie (Der Weg der europäischen Philosophie. Eine Gewissenserforschung. Band 1: Antike Philosophie, 2007. Band 2: Nachantike Philosophie, 2007) als auch bestimmter Aspekte der europäischen Intellektualkultur, wie etwa der Geschichte des abendländischen Verständnisses von Liebe (Die Liebe, 1993).
Im Zuge des Voranschreitens der europäischen Intellektualkultur von der Antike bis zur Gegenwart sieht Schmitz die Bildung und immer stärkere Ausprägung dessen, was er die „psychologistisch-reduktionistisch-introjektionistische Denkweise“ nennt. Die Kultivierung dieser Denkweise ermöglicht dem Menschen sowohl stärkere Kontrolle über seine unwillkürlichen Regungen als auch eine weitreichende Bemächtigung seiner Welt. Dies geschieht laut Schmitz zum einen, indem der Mensch sein Erleben als in seiner Seele stattfindend auffasst, die steuerbar ist (Psychologismus), zum anderen, indem der Weltstoff außerhalb der Seele auf gut manipulierbare Merkmale und deren Träger reduziert wird (Reduktionismus). Was sich nicht so reduzieren lässt, wie etwa die Gefühle, die nach Schmitz unwillkürlich als räumlich ergossene Atmosphären erlebt werden, wird wiederum in der Seele als abgegrenzter Innenwelt abgelagert (Introjektion).
Als Kehrseite dieser Entwicklung sieht Schmitz starke Defizite in theoretischer und lebenspraktischer Hinsicht. In theoretischer Hinsicht besteht das Problem für ihn in einem Unvermögen, relevante Eigenheiten der leiblich-affektiven Dynamik (affektives Betroffensein) begrifflich klar zu thematisieren und so der kritischen Reflexion zugänglich zu machen. In praktischer Hinsicht hat dies laut Schmitz für die von der europäischen Intellektualkultur geprägten Milieus bestimmte Schwächen in der Lebensgestaltung zur Folge. Als Beispiel nennt er etwa das von ihm in diesen Milieus beobachtete Schwanken zwischen den Extremen der Kritikunfähigkeit gegenüber der Manipulierbarkeit des Gefühlslebens einerseits und der absoluten Beliebigkeit eigenen Entscheidens andererseits.

### 3. Die Phase der formalen und theoretischen Philosophie
In dieser Phase (etwa 2000–2021) arbeitet Schmitz einerseits die ontologischen und erkenntnistheoretischen Grundlagen seiner Philosophie genauer heraus und holt sie argumentativ ein, um sie andererseits etablierten Konzepten kritisch gegenüberzustellen. Konkret liefert er in dieser Phase Beiträge zur Ontologie (Gibt es die Welt?, 2014), Logik (Logische Untersuchungen, 2008), Mathematik (Kritische Grundlegung der Mathematik, 2013) Erkenntnistheorie (Neue Grundlagen der Erkenntnistheorie, 1994), Wissenschaftstheorie (Jenseits des Naturalismus, 2010), Philosophie des Geistes (Bewusstsein, 2010) und Philosophie der Zeit (Phänomenologie der Zeit, 2014). Schmitz’ Beiträge betreffen unter anderem die Grenzen naturwissenschaftlicher Erkenntnis, Voraussetzungen für Identität und Einzelheit, formal-ontologische Bestimmungen zu Sein und Nichtsein sowie „spaltbaren und unspaltbaren Verhältnissen“, Typen von Mannigfaltigkeit und Schichten der Zeit.

### Philosophische Themen

#### Primitive und entfaltete Gegenwart
Als Ausgangspunkt für seine systematische Kritik an der Introjektion der Gefühle wählt Schmitz die primitive Gegenwart, die jeder ansatzweise in Momenten heftigen Schmerzes oder starker Angst erfahren kann. Es handelt sich dabei laut Schmitz um beengende Erfahrungen, die zwar im Nachhinein sprachlich artikuliert werden können, die Fähigkeit zu einer solchen Artikulation aber nicht voraussetzen, so dass sie im Prinzip beispielsweise auch Säuglingen oder manchen Tieren zugänglich sein dürften. Im Rahmen solcher Erfahrungen drängen sich bestimmte Züge der Wirklichkeit – „Ich“, „Hier“, „Jetzt“, „Dieses“, „Dasein“ – auf, die bei redlicher Selbstbesinnung nicht zu leugnen seien: Hier und jetzt habe ich es wirklich mit diesem (Schmerzlichen, Gefährlichen o. ä.) zu tun.
In vielen Augenblicken des Erwachsenenlebens liegt laut Schmitz eine modifizierte Form der Gegenwart vor, die so genannte entfaltete Gegenwart, in der sich gewissermaßen der Horizont des Erlebens über das hier und jetzt für das Subjekt Wirkliche hinaus erweitert. Auf diese Weise entstehen Spielräume dafür, Sachverhalte mit unterschiedlicher Aufmerksamkeit zu bedenken, sie im Lichte bestimmter Hinsichten zu betrachten, in Phantasie oder Erinnerung hervorzuheben, in Frage zu stellen oder planvoll handelnd in sie einzugreifen. In der entfalteten Gegenwart bildet die primitive Gegenwart lediglich eine Art Fluchtpunkt, der zwar nicht aktualisiert ist, aber dennoch im Hintergrund des Erlebens ein relevantes Maß für den Kontakt mit Wirklichem abgibt.

#### Leib
Eng im Zusammenhang mit der primitiven Gegenwart steht Schmitz‘ Konzeption des Leibes. Leiblich ist nach Schmitz, was jemand in der Gegend seines materiellen Körpers von sich selbst spüren kann, ohne die klassischen fünf Sinne hinzuzuziehen. Was da gespürt wird, sind so genannte leibliche Regungen wie Schreck, Schmerz, Kitzel, Müdigkeit, Zittern, Kauen, Atmen, Gehen, Greifen, Ziehen, Blicken, Ergriffensein von Freude, Trauer oder Sehnsucht. Als leibliche Regungen haben alle diese Phänomene gemeinsam, dass sie als die eine oder andere Form von Engung (wie im plötzlichen Schreck) oder Weitung (wie in Freude oder Erleichterung) oder in der Verbindung beider als Spannung (wie etwa im spannenden Schmerz) oder Schwellung (im Stolz als schwellende Dehnung) erlebt werden. Schmitz versteht dabei „Engung“, „Weitung“, „Spannung“ und „Schwellung“ nicht als Metaphern für etwas anderes, sondern möchte mit diesen Begriffen den spürbaren Charakter der leiblichen Regungen selbst bezeichnen. Das bewusste Leben findet laut Schmitz in einem Spektrum mit wechselnden Gewichtsverteilungen von Spannung und Schwellung statt, deren Verbindung er als den vitalen Antrieb bezeichnet. Wo die Dynamik aus Spannung und Schwellung in spürbarer Weise bestimmte Aspekte der Umgebung einbezieht wie etwa den engenden Blick oder die zarte Berührung des Anderen, spricht Schmitz von leiblicher Kommunikation als einem grundlegenden Kontakt zur Welt.

#### Situation
Eine weitere Konzeption, die Schmitz im Zusammenhang seiner Kritik an der Introjektion entwickelt, ist die Mannigfaltigkeitslehre, die später die Grundlage für seine Theorie der Situation bildet. Eine Situation ist laut Schmitz eine chaotische Mannigfaltigkeit von Sachverhalten, die sich aufgrund einer binnendiffusen Bedeutsamkeit ganzheitlich nach außen abhebt. Damit meint er, dass die Sachverhalte, die die Bedeutsamkeit der jeweiligen Situation ausmachen und auch in der Form von Programmen und Problemen vorliegen können, dem Bewussthaber nicht schon als einzelne vorliegen, sondern von diesem ganzheitlich erfasst werden, bevor er die Möglichkeit hat, sie durch Artikulation als einzelne zu explizieren. Schmitz erklärt dies bevorzugt am Beispiel des Autofahrers, der auf regennasser Straße kompetent einem Hindernis ausweicht: Der Autofahrer erfasst „mit einem Schlag“ die Bedeutsamkeit der Situation, die unter anderem geprägt ist durch den Sachverhalt, dass auf der Straße ein Hindernis ist, das Problem, das in der Gefahr der Kollision mit dem Hindernis besteht, und das Programm, dem Hindernis auf geeignete Weise auszuweichen. Keineswegs muss der Fahrer solche Sachverhalte, Programme und Probleme einzeln und sukzessiv registrieren und erwägen, um situationsangemessen zu reagieren, denn dafür bleibt ihm keine Zeit. Aufgrund der chaotischen Mannigfaltigkeit von Sachverhalten ist die Situation immer reichhaltiger als das, was sich aus ihr an einzelnen Bedeutungen explizit machen lässt. Diese Theorie der Bedeutsamkeit stellt laut Schmitz einen wichtigen Einwand gegen die mit der Introjektionstheorie zusammenhängende Projektionstheorie dar, nach der „an sich“ indifferenten Ausschnitten der Welt erst durch den Bewussthaber eine Bedeutung verliehen wird. Die Projektionstheorie kann dabei jenes „Mehr“ an Bedeutungen nicht zufriedenstellend erklären.

#### Gefühle als Atmosphären
Die von ihm kritisierte Introjektion der Gefühle versucht Schmitz zu überwinden, indem er Gefühle als räumlich ergossene Atmosphären konzipiert. Er unterscheidet dabei zwischen Gefühl und Fühlen. Die Gefühle selbst wie beispielsweise Zorn, Scham, Freude, Trauer, Neid, Sehnsucht, Furcht und dergleichen sind nach Schmitz‘ Auffassung atmosphärische Mächte mit einer leiblich spürbaren Räumlichkeit. Diese Räumlichkeit lässt sich noch weiter differenzieren, u. a. hinsichtlich der spürbaren Dichte (oder deren Fehlen wie bei Langeweile), der Vektoren (etwa zentripetal im Falle der Scham, drückend bei Trauer usw.).
Die Gegenwart von Gefühlen als atmosphärischen Mächten kann man im Rahmen der vorgeschlagenen Auffassung einerseits eher unbeteiligt wahrnehmen wie etwa die Stimmung einer Trauergesellschaft, an der man vorbeigeht. Andererseits können Gefühle nach Schmitz den Bewussthaber auch ergreifen, so dass er ihnen nicht als unbeteiligter Beobachter gegenüberstehen kann, sondern deren Impuls unwillkürlich ins eigenleibliche Spüren übernimmt. Dies geschieht, indem sich etwa die charakteristischen Vektoren des Gefühls in die eigenen leiblichen Regungen übertragen, so dass beispielsweise der von Scham Ergriffene sich beengt fühlt, dem Blick anderer nicht standzuhalten vermag und den Impuls verspürt, „in den Boden zu versinken“ oder aus der beschämenden Situation zu verschwinden. In solchen Fällen muss der Ergriffene den Impuls des jeweiligen Gefühls anfangs erst einmal „mitmachen“, bevor es ihm gelingen kann, sich davon zu distanzieren und seine Selbstbeherrschung zurückzugewinnen – ansonsten würde es sich nicht um Ergriffenheit handeln.
Schmitz teilt die von vielen Emotionstheoretikern vertretene These, dass Gefühle einen Bezug zur Welt haben (vgl. Intentionalität). Allerdings hält er den üblichen Begriffsapparat zur Bestimmung der so genannten intentionalen Struktur der Gefühle für unbefriedigend und verwendet stattdessen aus der Gestalttheorie entlehnte Begriffe, um diese Struktur zu beschreiben. So bezeichnet Schmitz mit dem Verdichtungsbereich eines Gefühls das, was klassischerweise das intentionale Objekt genannt wird (beispielsweise der zähnefletschende Hund, vor dem der Betreffende sich fürchtet). Demgegenüber nennt er den Sachverhalt, der die Hinsicht festlegt, in der der Verdichtungsbereich jeweils erlebt wird, den Verankerungspunkt des entsprechenden Gefühls (beispielsweise die Schmerzen, die der zähnefletschende Hund dem Betreffenden zufügen kann).

#### Affektives Betroffensein
Die Ergriffenheit von Atmosphären wie auch andere Weisen des Sich-Aufdrängens von Wirklichkeit in leiblichem Spüren haben laut Schmitz eine aktive und eine passive Seite. Zum einen ist der Bewussthaber betroffen, angerührt, beansprucht, in Mitleidenschaft gezogen von dem, was er erlebt – er bleibt diesem gegenüber nicht indifferent. Zum anderen bringt er sich in sein Erleben aktiv ein, engagiert und investiert sich in dieses, steigert sich gewissermaßen „affektiert“ hinein, gibt bestimmten Impulsen des Gefühls eher nach, macht sie mit oder verstärkt sie gar, als dass er von ihnen völlig passiv mitgerissen würde. In diesem Sinne fasst Schmitz das Erleben nicht als bloßes Betroffensein auf, sondern vielmehr als affektives Betroffensein. Schmitz bezieht sich dabei auf Analysen von Max Scheler und Jean-Paul Sartre. Unter anderem am Beispiel des Hungergefühls erklärt er, dass man diesem einerseits passiv ausgesetzt sei, insofern man nicht umhinkönne, es zu spüren; andererseits gebe es unterschiedliche Möglichkeiten, sich in das Hungergefühl zu engagieren, insofern man es eher wehleidig und sich gehen lassend mitmachen oder es auf stoische Weise ertragen könne.
Mit dem aktiven Aspekt des affektiven Betroffenseins, der Art und Weise des Sich-Engagierens in das Erleben, verbindet Schmitz eine fundamentale charakterliche Disposition des Bewussthabers, die er Gesinnung nennt. Die Konzeption der Gesinnung wiederum ist eine wesentliche Grundlage für Schmitz‘ Theorie der Zurechenbarkeit sittlicher Verantwortung und nicht zuletzt der Dreh- und Angelpunkt seiner Theorie menschlicher Freiheit.

#### Subjektivität
Mit dem Begriff der subjektiven Tatsächlichkeit fasst Schmitz die Nuance der Selbstbezüglichkeit, die in vielen Fällen des Bewussthabens von Sachverhalten, Programmen und Problemen gegeben ist. Es handelt sich um eine spezifische Form des Selbstbewusstseins. Diese Form des Selbstbewusstseins besteht nicht in der Identifizierung bestimmter Merkmale mit sich selbst („Mein Name ist…“, „Mein Geburtsort und mein Geburtsjahr lauten…“, „Meine grundlegenden Überzeugungen sind…“ usw.). Vielmehr setzen derartige Selbstzuschreibungen laut Schmitz eine primitivere Form von Selbstbewusstsein voraus. Demjenigen, der sich mit bestimmten Merkmalen identifiziert, ist schon klar, dass es sich bei der Person, der diese Merkmale zugeschrieben werden, um ihn selbst handelt. Wäre dies nicht der Fall, könnte laut Schmitz keine noch so genaue Liste von Merkmalen die Information enthalten, dass „ich das bin“, d. h. dass es sich beim Ziel der Zuschreibung jener Merkmale um einen selbst handelt. Schmitz‘ Konzeption weist wichtige Übereinstimmungen und Unterschiede zu der u. a. von Dan Zahavi vorgeschlagenen Theorie eines prä-reflexiven Selbstbewusstseins auf.

#### Person
Das Sichfinden des Menschen in seiner Umgebung betrachtet Schmitz nicht nur im Hinblick auf primitive Gegenwart, Leiblichkeit, Subjektivität, Affektivität und dergleichen, sondern nicht zuletzt auch im Hinblick auf das Personsein des Menschen. Person ist laut Schmitz, wer nicht allein Selbstbewusstsein im Sinne subjektiver Tatsächlichkeit besitzt, sondern auch die Fähigkeit zur Selbstzuschreibung, die Fähigkeit, bestimmte Sachverhalte („Mein Name ist…“, „Das habe ich getan…“, „Es geht mir gut/schlecht“ usw.) mit sich zu identifizieren. Eine wichtige Rolle spielt dabei die Vereinzelung und das Explizitmachen von Sachverhalten, Programmen und Problemen aus der binnendiffusen Bedeutsamkeit der jeweiligen Situation, die durch die Kompetenz zur satzförmigen Rede ermöglicht wird. Durch die Vereinzelung bzw. das Explizieren wird die Subjektivität der jeweiligen Sachverhalte, Programme und Probleme zumeist ein Stück weit abgeschwächt, neutralisiert; die Person gewinnt etwas Abstand von der primitiven Gegenwart. Wer in seiner Ergriffenheit von Trauer sagen kann, „Ich bin traurig“, ist schon nicht mehr ganz so ergriffen wie derjenige, der sich in seiner Trauer noch gar nicht artikulieren kann. Schmitz bezeichnet diese Neutralisierung oder auch Distanznahme auch als personale Emanzipation, um den Gestaltungsspielraum zu betonen, die Personen im Hinblick auf das haben, was sie ergreift.
Für Schmitz liegt in der personalen Emanzipation die Möglichkeit, sich von einer ergreifenden Atmosphäre, etwa einem Zorn- oder Schamgefühl, nicht einfach nur mit- und zu bestimmten Taten hinreißen zu lassen, sondern dem ergreifenden Gefühl auch in unterschiedlichem Maße Widerstand zu leisten, insofern man dies angemessener findet. Personen verfügen zumeist über mehrere Niveaus personaler Emanzipation, so dass man zum Beispiel einerseits die eigene Tollpatschigkeit in erlesener Gesellschaft intensiv als peinlich empfinden kann und es andererseits zugleich vermag, „darüber zu stehen“, da es sich bei jener Tollpatschigkeit eigentlich eher um einen Verstoß gegen Konventionen handelt, die man nicht mit unbedingtem Ernst anerkennt. An den unterschiedlichen Niveaus personaler Emanzipation macht Schmitz auch die Unterscheidung zwischen dem bedingten und dem unbedingten Ernst fest, mit dem bestimmte Normen für eine Person gelten, was wiederum ein Baustein für seine Theorie der rechtlich relevanten Gefühle ist.
Die Person, wie Schmitz sie sieht, ist jedoch nicht beständig auf dem Wege der personalen Emanzipation. Sie kann auch ihren Widerstand gegenüber ergreifenden Gefühlen aufgeben, sei es im unwillkürlichen Überwältigt-Werden durch die eingegebenen leiblichen Regungen, sei es durch ein zumindest halb bewusstes Sich-Hingeben, zum Beispiel an einen Lachanfall. In solchen Fällen sinkt die Person – zumindest vorübergehend – auf ein niedrigeres Niveau personaler Emanzipation zurück oder gerät gar in den Bereich primitiver Gegenwart. Schmitz bezeichnet diese Tendenz als personale Regression.
In unzähligen solcher Episoden personaler Emanzipation und Regression bildet sich laut Schmitz die Persönlichkeit des Menschen, die er als persönliche Situation fasst. In ihr finden sich – zumeist im Aggregatzustand binnendiffuser Bedeutsamkeit vorliegend – Erinnerungen, Kompetenzen, prospektive Anteile wie etwa Vorstellungen von der Zukunft u. v. m.

## Wirkung
Die Neue Phänomenologie hat mit ihrem Angebot an offenbar gut verwendbaren Begriffen Eingang in einige nicht-philosophische Disziplinen gefunden, vor allem in die Medizin, Psychologie, Klassische Philologie, Praktische Theologie und Architektur. Aber auch in der Anwendung auf andere Gebiete wie etwa die Sprache konnte sie sich als anwendungsorientierte Philosophie erfolgreich behaupten. Die Gesellschaft für Neue Phänomenologie führt seit 1993 jährlich eine Tagung mit renommierten Teilnehmern durch und gibt eine Buchreihe Neue Phänomenologie heraus, die im Karl Alber-Verlag erscheint. Am 1. Februar 2006 wurde am Institut für Philosophie der Universität Rostock eine Hermann-Schmitz-Stiftungsprofessur für phänomenologische Forschung eingerichtet. Der Lehrstuhl ist mit einem Schüler Schmitz’, Michael Großheim, besetzt. Für Hermann Schmitz’ Neue Phänomenologie ist somit eine fortschreitende Schulbildung zu beobachten.
Darüber hinaus wurden die Ansätze der Neuen Phänomenologie von einem weiteren Schüler von Schmitz, Guido Rappe, in Teilen weiterentwickelt. Als wesentliche Erweiterung ist die systematische Behandlung der biografischen Dimension des Leibes zu sehen, die sich bei Schmitz nur in Ansätzen findet. In seiner Einführung in die moderne Phänomenologie stellt Rappe die Neue Phänomenologie zudem in den historischen Kontext der Phänomenologie. Laut Schmitz ordnet das Buch die Neue Phänomenologie „in gebührender Stellung in die Entwicklung der Phänomenologie“ ein und fasst „dabei die Gesamttendenz meiner philosophischen Bestrebungen treffend zusammen“. Er bezeichnet es in diesem Zusammenhang als paradox, „fast bis zum 90. Geburtstag auf eine solche Würdigung warten“ zu müssen.
Hermann Schmitz sei „neben Heidegger der größte […] Denker des 20. Jahrhunderts auf deutschem Boden“ gewesen, urteilt Peter Sloterdijk. Berücksichtigung findet die Neue Phänomenologie unter anderem auch im Werk des Soziologen Hartmut Rosa. Der Philosoph Gernot Böhme hat die Leibphilosophie von Schmitz weiterentwickelt; er bescheinigt Schmitz, „den Leib neu entdeckt“ zu haben. Dieter Henrich bezeichnet die Grundlegungsarbeit und begriffliche Differenzierung bei Schmitz als bewundernswert.

## Kritik
Schmitz’ Ausarbeitung einer Neuen Phänomenologie wird von verschiedenen Seiten kritisiert. Auch von Autoren, die dem Denken Schmitz’ grundsätzlich positiv gegenüberstehen, wurde kritisiert, dass seine Formulierungen und Selbsteinschätzungen teilweise unbescheiden bis überheblich seien.
In Bezug auf Schmitz’ Kritik des naturwissenschaftlichen Weltbildes als Verkürzung der unmittelbaren Lebenserfahrung attestierten Bernulf Kanitscheider, Hans Mohr und Joachim Schröter Schmitz ein Fehlverständnis sowohl der modernen Naturwissenschaft als auch der Wissenschaftstheorie. Schmitz habe die Struktur physikalischer Theorien und insbesondere Albert Einsteins Relativitätstheorien nicht verstanden. Schmitz wies diese Kritiken zurück und bestand insbesondere darauf, dass die Phänomenologie gegenüber der Naturwissenschaft vorgeordnet sei und deren Resultate keineswegs einfach hinzunehmen habe.
Der Philosoph Bernhard Waldenfels erhebt gegen Schmitz folgenden Einwand: In seiner Phänomenologie des Leibes tue Schmitz so, als könne man die Unmittelbarkeit leiblichen Erlebens oder des „reinen Spürens“ ohne Weiteres sprachlich zum Ausdruck bringen: Schmitz „redet nämlich unaufhörlich über etwas, das angeblich vor aller Sprache da ist.“ Dies sei aber verkehrt, denn „[m]ein Sprechen über das Spüren des Leibes […] schließt immer eine Rückfrage in sich, die sich nicht in eine direkte Aussprache leiblicher Erfahrungen verwandeln lässt.“ In der Verlängerung zielt dieser Einwand letztlich auch auf die Gesamtsystematik von Schmitz‘ Ansatz, dessen Ausgangspunkt die primitive Gegenwart als mehr oder weniger direktes Kennzeichnen des Wirklichen ist.
Schmitz hinwiederum kritisiert die Annahmen, die Waldenfels‘ Einwand zugrunde liegen: Um den genannten Einwand zu machen, müsse Waldenfels voraussetzen, dass das Sprechen über das am eigenen Leib Spürbare, um korrekt und triftig zu sein, jenes Spürbare im Medium der Sprache lediglich abbilde. Diese Annahme weist Schmitz zurück auf der Grundlage seiner Theorie der Bedeutsamkeit als Mannigfaltigkeit, die sich niemals eins zu eins sprachlich abbilden, sehr wohl aber – je nach gewählter Methode – besser oder schlechter explizieren lasse. Schmitz hält die von ihm weiterentwickelte phänomenologische Methode, zu der sich Waldenfels nicht weiter äußert, für hinreichend tragfähig, um eine angemessene Explikation leiblichen Spürens zu erreichen: „Wenn ich einen Gegenstandstyp aus dem Gegenstandsbereich des eigenleiblichen Spürens charakterisiere, z.B. den Schmerz als einen Konflikt im vitalen Antrieb […], so denke ich gar nicht daran, den Leser in die Naivität eines vorintentionalen Schmerzerlebens zu versetzen […]. Vielmehr expliziere ich mit dem Werkzeug der phänomenologischen Revision […] die Situation, die mein gegenwärtiger Erfahrungsschatz ist, gebildet aus frischen oder erinnerten eigenen Erfahrungen, Berichten anderer Leute, Beobachtungen an ihnen und mir usw., und sehe nach, was für mich jetzt vor meiner phänomenologischen Revision Bestand hat.“
Der Philosoph und Psychiater Thomas Fuchs kritisiert zum einen die strikte Trennung zwischen Leib und Körper bei Schmitz und zum anderen dessen Theorie von Gefühlen als Atmosphären. Im ersten Teil seiner Kritik hält Fuchs den weitgehenden Verzicht auf eine Klärung des Verhältnisses zwischen Leib und Körper bei Schmitz für eine Aporie; die wenigen Vorschläge zu einer Klärung, die er bei Schmitz findet, hält er für wenig plausibel. Fuchs unterstreicht im zweiten Teil seiner Kritik den räumlichen und überpersönlichen Charakter von Atmosphären, sieht diese aber – ähnlich wie etwa Gernot Böhme – als stärker bedingt durch die Eigenschaften der räumlichen Umgebung als Schmitz. In dieser Lesart bedingen bestimmte Eigenschaften einer Landschaft, dass diese als von einer heiteren Atmosphäre erfüllt erlebt wird. So könne zum Beispiel eine Atmosphäre der Trauer in der Anwesenheit von traurigen Personen entstehen. Bei dem Ergriffenwerden von einer derartigen Atmosphäre handle es sich aber eher um ein Hineingeraten in eine in der Umgebung schon „bereitliegende“ traurige Stimmung, die von dem vollwertigen Gefühl der je eigenen Trauer etwa über den Verlust eines geliebten Menschen zu unterscheiden sei. Ein solches Gefühl könne auch unabhängig von oder sogar im Gegensatz zu der Anwesenheit anderer Trauernder gespürt werden. Dies müsste laut Fuchs beim Festhalten an Schmitz’ Atmosphärentheorie der Gefühle die schwerlich plausible Konsequenz haben, dass in einer Umgebung für jeden Bewussthaber unterschiedliche ergreifende Atmosphären „bereitliegen“, ohne dass die anderen Bewussthaber etwas davon bemerken.
Schmitz weist beide Einwände zurück. Die von Fuchs zitierten und als problematisch angesehenen Klärungsversuche zum Verhältnis von Leib und Körper habe er selbst fast zeitgleich im Spielraum der Gegenwart kritisch revidiert. Hinsichtlich dessen, was der Phänomenologe zu erklären beansprucht, sei die strikte Trennung zwischen dem Leiblichen und dem Körperlichen unproblematisch; in einer streng phänomenologischen Perspektive müsse sogar vor vorschnellen Versuchen einer Synthese zwischen Leib und Körper gewarnt werden, da sonst die Eigenständigkeit des Leiblichen als eines Gegenstandsgebietes verkannt werde. Den Einwand gegen seine Atmosphärentheorie der Gefühle erwidert Schmitz zum einen mit begrifflichen Präzisierungen. Demnach wären manche von Fuchs als Beispiele für Gefühle angegebenen Phänomene wie etwa Mut oder Dankbarkeit in der Tat nicht Atmosphären, sondern eher „Legierungen“ aus Gefühlen (als ergreifende Atmosphären) und persönlichen Stellungnahmen zu nennen. Mit der ontologischen Kategorie der „Halbdinge“ versucht Schmitz die Darstellung der in der Umgebung „bereitliegenden“ Atmosphären zu korrigieren: „So sind Gefühle als Atmosphären, dem phänomenalen Befund nach, wechselnd an- und abwesend, ohne irgendwo beständig sein zu müssen, und wirken ergreifend unmittelbar, vergleichbar der reißenden Schwere [beim drohenden oder geschehenen Sturz].“ Zum anderen argumentiert Schmitz mit dem möglichen Übergang vom bloßen Wahrnehmen von Atmosphären wie der traurigen Stimmung zum Ergriffen-werden von Traurigkeit, die etwa den Verlust eines geliebten Menschen zum Thema haben kann. Was sich bei solchen Übergängen verändere, sei nicht der atmosphärische Charakter des Gefühls – dieser bleibe vielmehr identisch –, sondern die Weise, in der die betreffende Person von der jeweiligen Atmosphäre affektiv betroffen ist. In dieser Perspektive gehen sehr wohl der geliebte Mensch selbst wie auch dessen Verlust dem Trauernden nahe, jedoch nicht als „isolierte Objekte“, sondern im Licht der Trauer. Diese würde sich in ihrem atmosphärischen Charakter von der Stimmung der Trauer, in die man „hineingeraten“ kann, lediglich dadurch unterscheiden, dass sie sich auf einen Verdichtungsbereich und einen Verankerungspunkt zentriert. Fuchs’ strikte Trennung zwischen reinen Stimmungen einerseits und Gefühlen mit spezifischen Themen wie dem Verlust eines geliebten Menschen andererseits „zerreiße“ den phänomenologisch relevanten „Zusammenhang dieser Gefühlsgruppen in Hinsicht auf Fundierung, Übergänge und Verwandtschaft.“
Auf Kritik stieß auch Schmitz’ Umgang mit Adolf Hitler und dem Nationalsozialismus, insbesondere in seinem Buch Adolf Hitler in der Geschichte von 1999. Der Kulturtheoretiker Joachim Landkammer monierte einerseits, dass Schmitz’ Versuch einer rein geistesgeschichtlichen Erfassung und Erklärung des deutschen „Hitlerismus“ grundsätzlich verfehlt sei. Andererseits seien affirmative Tendenzen nicht zu übersehen; zwar sei letztlich klar erkennbar, dass Schmitz den realen Nationalsozialismus ablehne, doch sehe er in diesem eine im Kern berechtigte Gegenreaktion auf das, was er als die „Verfehlungen des abendländischen Denkens“ identifiziere. Das generelle Problem von Schmitz’ Hitlerbuch bestehe darin, dass die zu große geschichtsphilosophische Distanz mit einer zu großen empathischen Nähe zum Untersuchungsgegenstand eine paradoxe Kombination eingehe. Der Philosoph Fabian Heubel schrieb mit Bezug auf Passagen aus Schmitz’ Hitler-Buch, der Autor mache sich zum „Bauchredner Hitlers“.
Die von Landkammer, Heubel und anderen vorgebrachte Kritik steht in scharfem Gegensatz sowohl zu dem von Schmitz selbst genannten Anliegen des Hitler-Buches als auch zu den in seinem gesamten Werk konsistent geäußerten Stellungnahmen zum Nationalsozialismus. In der Vorrede zu Adolf Hitler in der Geschichte merkt Schmitz an, dass er als Knabe einen Schock durch das Hitler-Regime erlitten habe. Dieser Schock habe sein späteres philosophisches Denken dahingehend geprägt, dass er ergründen wollte, weshalb Hitler in gewisser Weise so „leichtes Spiel“ mit den Deutschen hatte, ohne dass zeitgenössische Philosophen dessen Verführungen wirksamere Kritik entgegenzusetzen hatten. An verschiedenen Stellen in seinem Werk wie auch in Interviews nennt Schmitz als ein zentrales Motiv seines Philosophierens, der Selbstbesinnung des Menschen brauchbare begriffliche Mittel zur (Selbst-)Kritik bereitzustellen, um das affektive Betroffensein vor der Verführung, ja „Vergewaltigung“ durch die Suggestionskräfte totalitärer Propaganda zu schützen, wie er selbst sie zur Zeit des Nationalsozialismus an seinen Mitmenschen beobachtet hatte.
Eine ihm unterstellte Empathie gegenüber Hitler oder dem Nationalsozialismus, die über das Maß des hermeneutischen Verstehens seines Untersuchungsgegenstandes hinausgehe, wies Schmitz in seinen letzten Jahren noch einmal deutlich zurück: „Ich habe nichts zugunsten dieses Schandflecks in der deutschen Geschichte gesagt, sondern ein Buch über Adolf Hitler in der Geschichte geschrieben, wobei ich auf Hitler näher eingegangen bin, weil es mir zur Bewältigung für das deutsche Volk wichtig schien, etwas Genaueres über diesen Mann und seine Ziele zu wissen, als das, was z.B. dem Buch von Joachim Fest zu entnehmen ist. Mit dem von Hitler ausgelösten Wirken des Nationalsozialismus und seiner Schergen habe ich mich in dem Buch gar nicht befasst.“

## Schriften (Auswahl)
- Goethes Altersdenken in Begriff und Symbol (Band 1: Teil 1 und Teil 2, Band 2), [Berlin] 1955, DNB 480561125 (Dissertation Universität Bonn, Philosophische Fakultät, 15. Juni 1955, XXVI, 355 gezählte Blätter; gezählte Blätter 356–857; 858–1295, 4 [Maschinenschrift vervielfältigt]).
- Hegel als Denker der Individualität (= Monographien zur philosophischen Forschung, Band 20) Hain, Meisenheim (am Glan) 1957, DNB 480047618 (Habilitation Universität Kiel, Philosophische Fakultät, 1958, 168 Seiten, 8°).
- Goethes Altersdenken im problemgeschichtlichen Zusammenhang, Bouvier, Bonn 1959.
- Subjektivität. Beiträge zur Phänomenologie und Logik, Bouvier, Bonn 1968.
- Nihilismus als Schicksal?, Bouvier, Bonn 1972.
- System der Philosophie
  - Band I: Die Gegenwart, Bouvier, Bonn 1964/Neuauflage: Alber, Freiburg & München 2019.
  - Band II, 1. Teil: Der Leib, Bouvier, Bonn 1965/Neuauflage: Alber, Freiburg & München 2019.
  - Band II, 2. Teil: Der Leib im Spiegel der Kunst, Bouvier, Bonn 1966/Neuauflage: Alber, Freiburg & München 2019.
  - Band III: Der Raum, 1. Teil: Der leibliche Raum, Bouvier, Bonn 1967/Neuauflage: Alber, Freiburg & München 2019.
  - Band III: Der Raum, 2. Teil: Der Gefühlsraum, Bouvier, Bonn 1969/Neuauflage: Alber, Freiburg & München 2019.
  - Band III: Der Raum, 3. Teil: Der Rechtsraum. Praktische Philosophie, Bouvier, Bonn 1973/Neuauflage: Alber, Freiburg & München 2019.
  - Band III: Der Raum, 4. Teil: Das Göttliche und der Raum, Bouvier, Bonn 1977/Neuauflage: Alber, Freiburg & München 2019.
  - Band III: Der Raum, 5. Teil: Die Wahrnehmung, Bouvier, Bonn 1978/Neuauflage: Alber, Freiburg & München 2019.
  - Band IV: Die Person, Bouvier, Bonn 1980/Neuauflage: Alber, Freiburg & München 2019.
  - Band V: Die Aufhebung der Gegenwart, Bouvier, Bonn 1980/Neuauflage: Alber, Freiburg & München 2019.
- Neue Phänomenologie, Bouvier, Bonn 1980.
- Die Ideenlehre des Aristoteles
  - Band 1, 1. Teil: Aristoteles. Kommentar zum 7. Buch der Metaphysik, Bouvier, Bonn 1985.
  - Band 1, 2. Teil: Aristoteles. Ontologie, Noologie, Theologie, Bouvier, Bonn 1985.
  - Band 2: Platon und Aristoteles, Bouvier, Bonn 1985.
- Anaximander und die Anfänge der griechischen Philosophie, Bouvier, Bonn 1988.
- Der Ursprung des Gegenstandes. Von Parmenides bis Demokrit, Bouvier, Bonn 1988.
- Was wollte Kant?, Bouvier, Bonn 1989.
- Der unerschöpfliche Gegenstand. Grundzüge der Philosophie, Bouvier, Bonn 1990.
- Hegels Logik, Bouvier, Bonn 1992, 22007.
- Die entfremdete Subjektivität. Von Fichte zu Hegel, Bouvier, Bonn 1992.
- Die Liebe, Bouvier, Bonn 1993.
- Neue Grundlagen der Erkenntnistheorie, Bouvier, Bonn 1994.
- Selbstdarstellung als Philosophie. Metamorphosen der entfremdeten Subjektivität, Bouvier, Bonn 1995.
- Husserl und Heidegger, Bouvier, Bonn 1996.
- Höhlengänge. Über die gegenwärtige Aufgabe der Philosophie, Akademie-Verlag, Berlin 1997.
- Adolf Hitler in der Geschichte, Bouvier, Bonn 1999.
- Der Spielraum der Gegenwart, Bouvier, Bonn 1999.
- Was ist Neue Phänomenologie?, Rostock 2003.
- Situationen und Konstellationen: Wider die Ideologie totaler Vernetzung, Alber, Freiburg/Br. 2005, ISBN 3-495-48146-X.
- Freiheit, Alber, Freiburg/Br. 2007, ISBN 978-3-495-48297-1.
- Der Weg der europäischen Philosophie. Eine Gewissenserforschung.
  - Band 1: Antike Philosophie, Alber, Freiburg/Br. 2007, ISBN 978-3-495-48261-2.
  - Band 2: Nachantike Philosophie, Alber, Freiburg/Br. 2007, ISBN 978-3-495-48262-9.
- Logische Untersuchungen, Alber, Freiburg/Br. 2008, ISBN 978-3-495-48315-2.
- Kurze Einführung in die Neue Phänomenologie, Alber, Freiburg/Br. 2009, 22010, 32012, ISBN 978-3-495-48361-9 (ital. 2011, poln. 2015, franz. 2016, dän. 2017).
- Jenseits des Naturalismus, Alber, Freiburg/Br. 2010, ISBN 978-3-495-48381-7.
- Bewusstsein, Alber, Freiburg/Br. 2010, ISBN 978-3-495-48425-8.
- Der Leib, De Gruyter, Berlin 2011, ISBN 978-3-11-025098-5 (dän. 2017).
- Das Reich der Normen, Alber, Freiburg/Br. 2012, ISBN 978-3-495-48511-8.
- Kritische Grundlegung der Mathematik. Eine phänomenologisch-logische Analyse. Alber, Freiburg/Br. 2013, ISBN 978-3-495-48561-3.
- Phänomenologie der Zeit. Alber, Freiburg/Br. 2014, ISBN 978-3-495-48627-6.
- Gibt es die Welt? Alber, Freiburg/Br. 2014, ISBN 978-3-495-48668-9.
- Atmosphären. Alber, Freiburg/Br. 2014, ISBN 978-3-495-48674-0.
- Selbst sein. Alber, Freiburg/Br. 2015, ISBN 978-3-495-48709-9.
- Ausgrabungen zum wirklichen Leben: Eine Bilanz. Alber, Freiburg/Br. 2016, ISBN 978-3-495-48803-4.
- Zur Epigenese der Person. Alber, Freiburg/Br. 2017, ISBN 978-3-495-48868-3.
- Wozu philosophieren? Alber, Freiburg/Br. 2018, ISBN 978-3-495-48978-9.
- Wie der Mensch zur Welt kommt. Beiträge zur Geschichte der Selbstwerdung. Alber, Freiburg/Br. 2019, ISBN 978-3-495-49049-5.